# Paillencourt
Paillencourt ist eine französische Gemeinde mit 1.022 Einwohnern (Stand: 1. Januar 2022) im Département Nord in der Region Hauts-de-France. Sie gehört zum Kanton Cambrai-Ouest im Arrondissement Cambrai. Die Bewohner nennen sich Paillencourtois oder Paillencourtoises.

## Lage
Die Gemeinde Paillencourt liegt am Canal de la Sensée, elf Kilometer nördlich von Cambrai. Sie grenzt im Norden an Wasnes-au-Bac, im Nordosten an Wavrechain-sous-Faulx und Bouchain, im Osten an Estrun, im Süden an Thun-l’Évêque, im Südwesten an Bantigny und im Westen an Hem-Lenglet.

## Bevölkerungsentwicklung
| Jahr                       | 1962 | 1968 | 1975 | 1982 | 1990 | 1999 | 2006 | 2012 | 2020 |
| Einwohner                  | 957  | 946  | 943  | 1006 | 930  | 950  | 982  | 1001 | 1007 |
| Quellen: Cassini und INSEE |      |      |      |      |      |      |      |      |      |

## Sehenswürdigkeiten
- Kirche Saint-Martin (Reliquienbüsten als Monument historique geschützt)
- Gefallenendenkmal

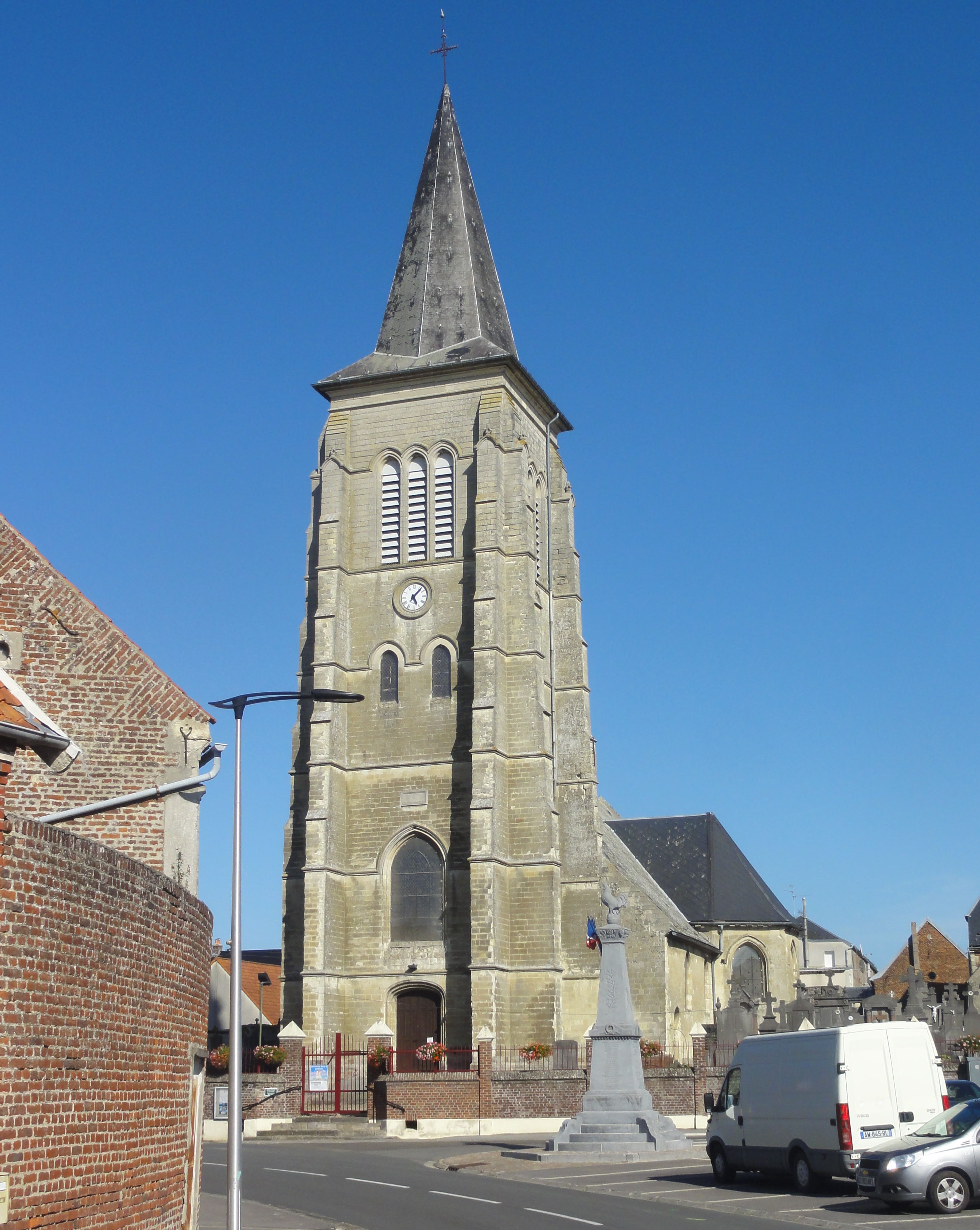
Kirche Saint-Martin
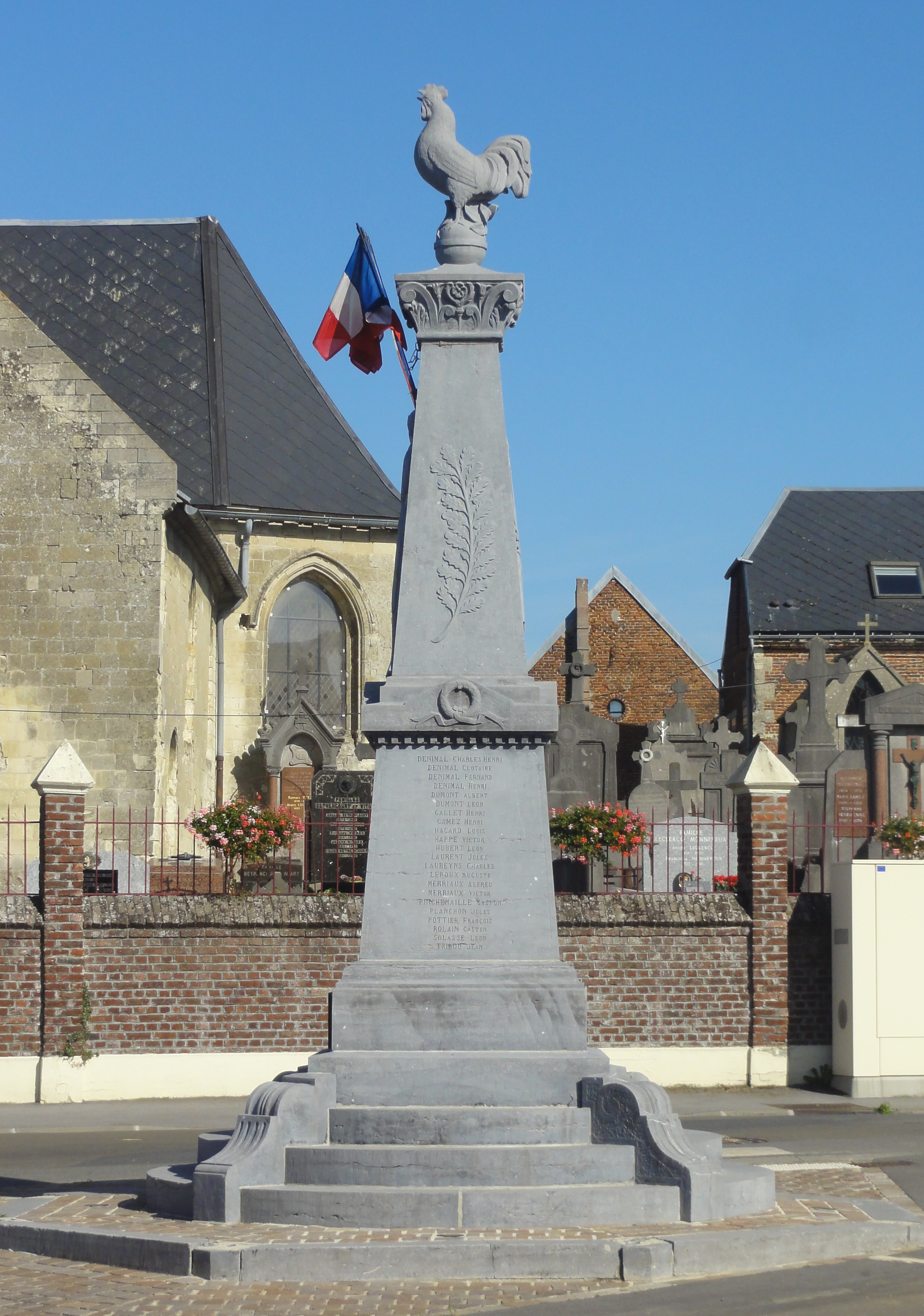
Gefallenendenkmal